# Allium affine
Allium affine är en amaryllisväxtart som beskrevs av Carl Friedrich von Ledebour. Allium affine ingår i släktet lökar, och familjen amaryllisväxter. Inga underarter finns listade i Catalogue of Life.

## Bildgalleri

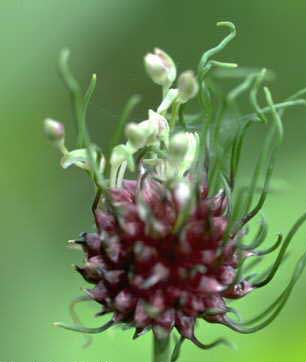